# Aldeatejada
Aldeatejada is een gemeente in de Spaanse provincie Salamanca in de regio Castilië en León met een oppervlakte van 31,51 km². Aldeatejada telt 1.828 inwoners (1 januari 2016).